# 栗林得太郎
栗林 得太郎（くりばやし とくたろう、弘化3年7月11日（1846年9月1日） - 明治17年（1884年）2月11日）は新潟県の豪農。第七大区第二小区戸長、第十大区長、南蒲原郡書記を歴任した。子に栗林五朔。

## 生涯
弘化3年（1846年）7月11日、越後国蒲原郡三条町に六代目栗林七郎治の五男三女の長男として生まれた。安政3年（1856年）父が西大崎村名主を命じられたため、同村に移り、安政6年（1859年）14歳で家督を継いだ。
幼少より帯織村岩崎塾に学び、江戸に出て蒲生重章に入門し、片桐省介、岩崎幸太郎等と交わったが、明治元年（1868年）戊辰戦争勃発に伴い帰郷した。
明治2年（1869年）御徒士取扱として新潟県商館御取立取締役を命じられ、明治5年（1872年）9月第七大区第二小区戸長となった。明治6年（1873年）地租改正が行われると、越後国東半分の事務を監督した。学制が発布されると、明治7年（1874年）西大崎村宝蔵寺を仮校舎として小原聞一を訓導として雇い入れ、明治11年（1878年）自邸の庭園を用地に供して新校舎を建てた。明治9年（1876年）7月第十大区長となった。明治12年（1879年）蒲原郡分割に伴い南蒲原郡書記を命じられ、9月第六大区第二番中学区取締を兼務した。
明治11年（1878年）9月21日自邸を明治天皇の小休所として提供し、天盃、羽二重一疋、金を賜った。明治15年（1881年）3月病のため辞職を願い出、5月これを許された。
明治14年（1881年）東京で第一回内国勧業博覧会を視察して製紙業に目をつけ、明治15年（1882年）西大崎村五十嵐川付近に北星社を創立し、県庁や郡役所に納めたが、技術が未熟なため振るわなかった。
明治17年（1884年）2月11日病没した。

## 死後
大正13年（1924年）11月、西大崎村に吉川岩太郎撰、小野鐘山書、松室致篆額の頌徳碑が建てられた。三条市立大崎中学校内に現存する。

## 家族

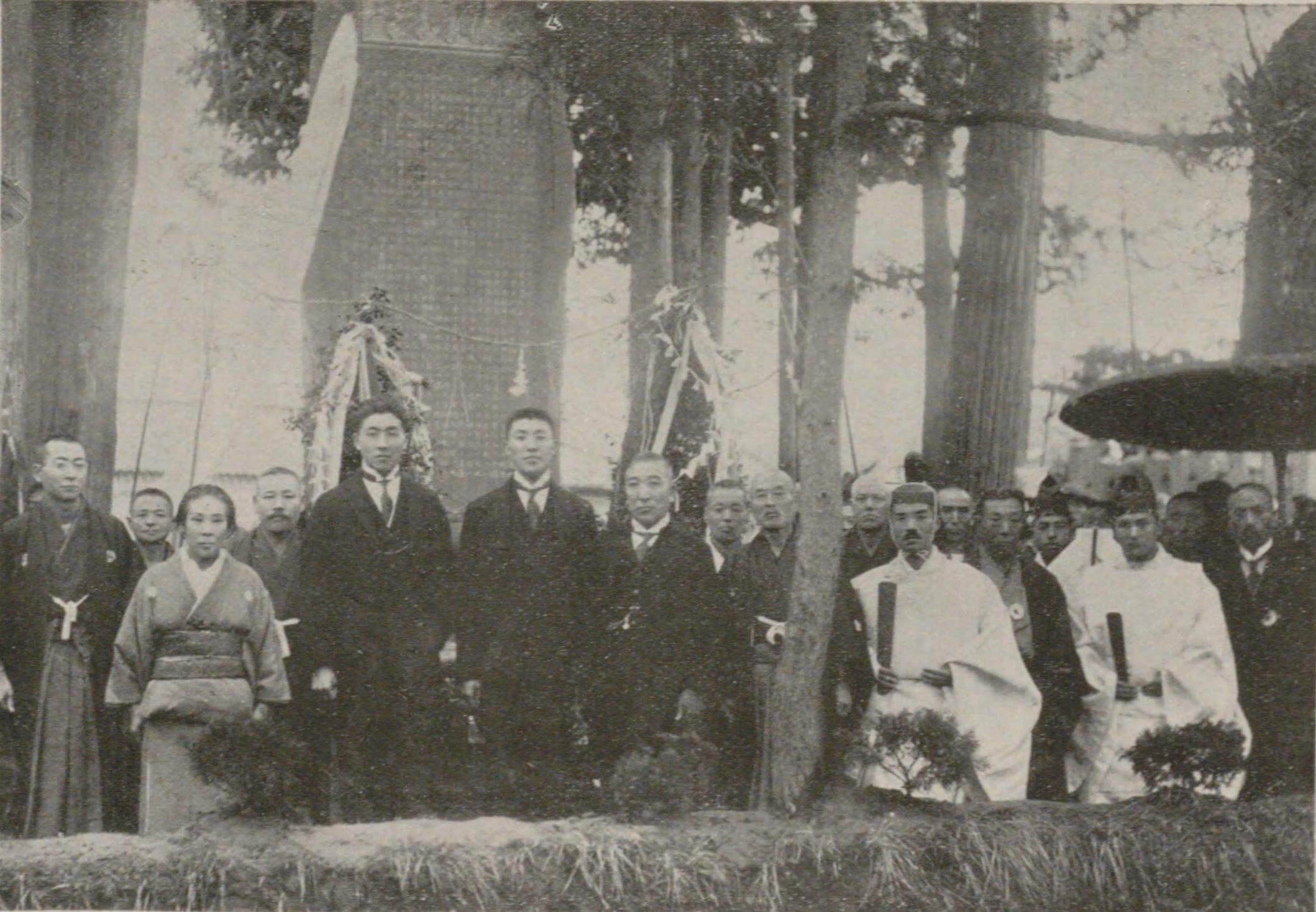
頌徳碑除幕式に参列する子孫

先祖は九州菊池氏の一族で、菊池武光が南朝に敗れると越後国三条に亡命し、江戸時代は代々七郎治を名乗り呉服商を営み、文政年間苗字を許された。
- 父：六代目栗林七郎治
- 妻：なほ[5]
  - 長男：五朔 - 栗林商会創業者、衆議院議員。
    - 孫：徳一 - 栗林商会会長、貴族院議員。
    - 孫：友二 - 栗林商船会長、馬主。

  - 長女：のぶ[6]
  - 二男：陽作[6]
  - 二女：はる[6]
  - 三女：さが[6]
  - 四女：みつ - 1879年（明治12年）7月生、水梨岩太郎妻[7]。
  - 三男：三作 - 1902年（明治35年）7月第二高等学校在学中死去、享年22[6]。
  - 五女：いく - 1883年（明治16年）1月生、清水健蔵妻[7]。